# 西螺服務區
西螺服務區是臺灣的一處國道服務區，位於雲林縣西螺鎮，里程為中山高速公路229.6k，於1978年10月31日成立，是中山高速公路自基隆端以來的第四個服務區，分為南下、北上兩站。
本服務區主題營運特色為兼具「物產」及「文化」，南站以「物產」為意象、北站以「文化」為意象。

## 設施
兩站出口處設有24小時便捷加油站，南站由台亞石油經營，北站由台灣中油（北極星能源）經營。2021年與2024年先後在北站及南站設立電動車的充電站，支援CCS1與CCS2規格充電樁。
設有駕駛人休息室，讓駕駛人可以短暫睡眠及沐浴。

## 基本資料
- 位置：中山高速公路229K+624處
- 土地面積：南站27,401平方公尺、北站19,556平方公尺。[3]
- 地址：
  - 南站：雲林縣西螺鎮振興里1號(南下)。
  - 北站：雲林縣西螺鎮振興里2號(北上)。
- 直屬機關：交通部高速公路局中區養護工程分局
- 經營廠商：新東陽股份有限公司(自2022年3月1日起)

## 歷年營運廠商
- 新東陽股份有限公司
- 南仁湖育樂股份有限公司

## 區內景觀
- 中沙大橋紀念碑：為了紀念中華民國與沙烏地阿拉伯王國邦交期間，沙國協助貸款修建中沙大橋，1978年10月設立由時任行政院長孫運璿題字的「友誼永存」紀念碑，位於南站。[3]

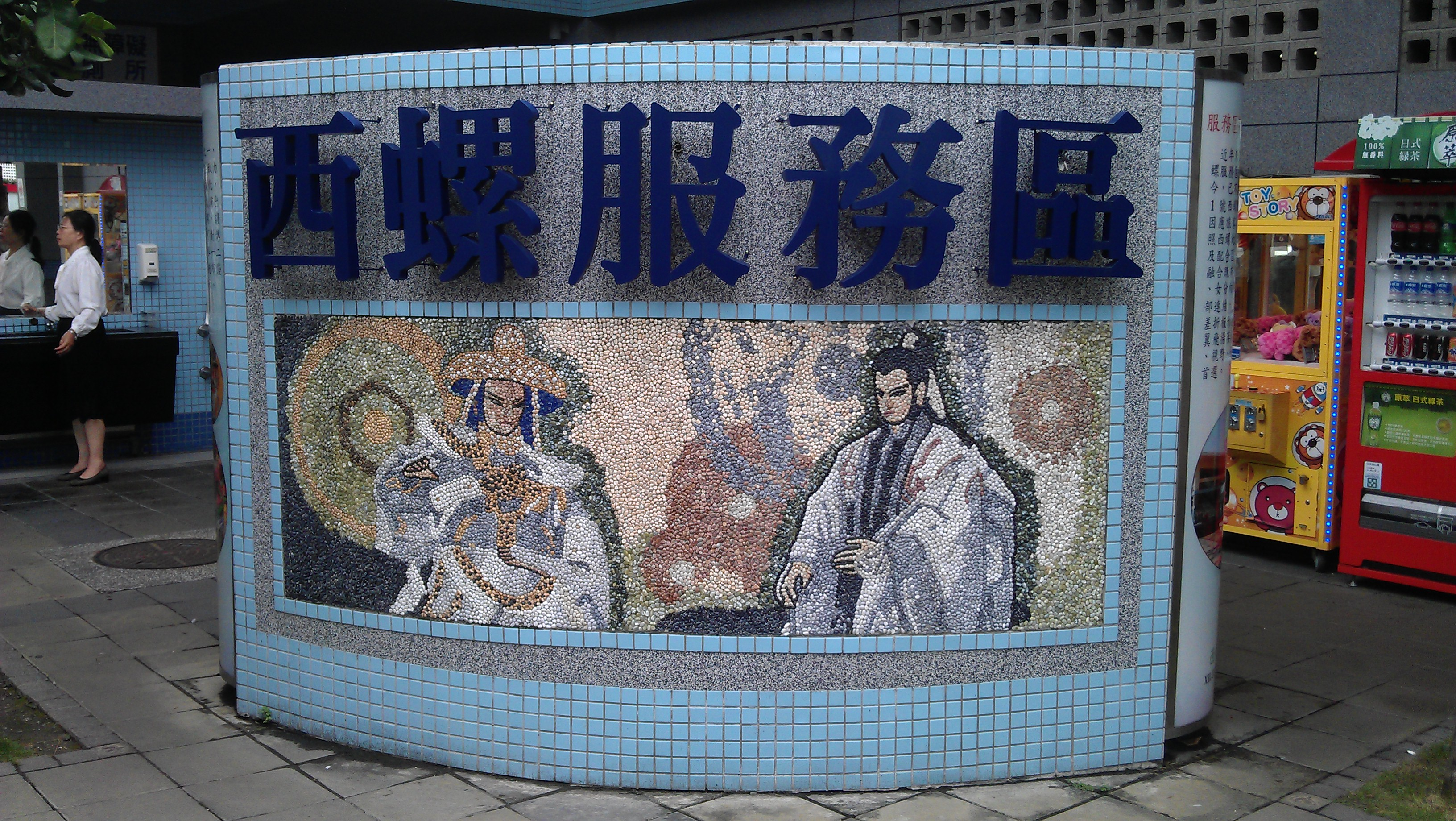
景區
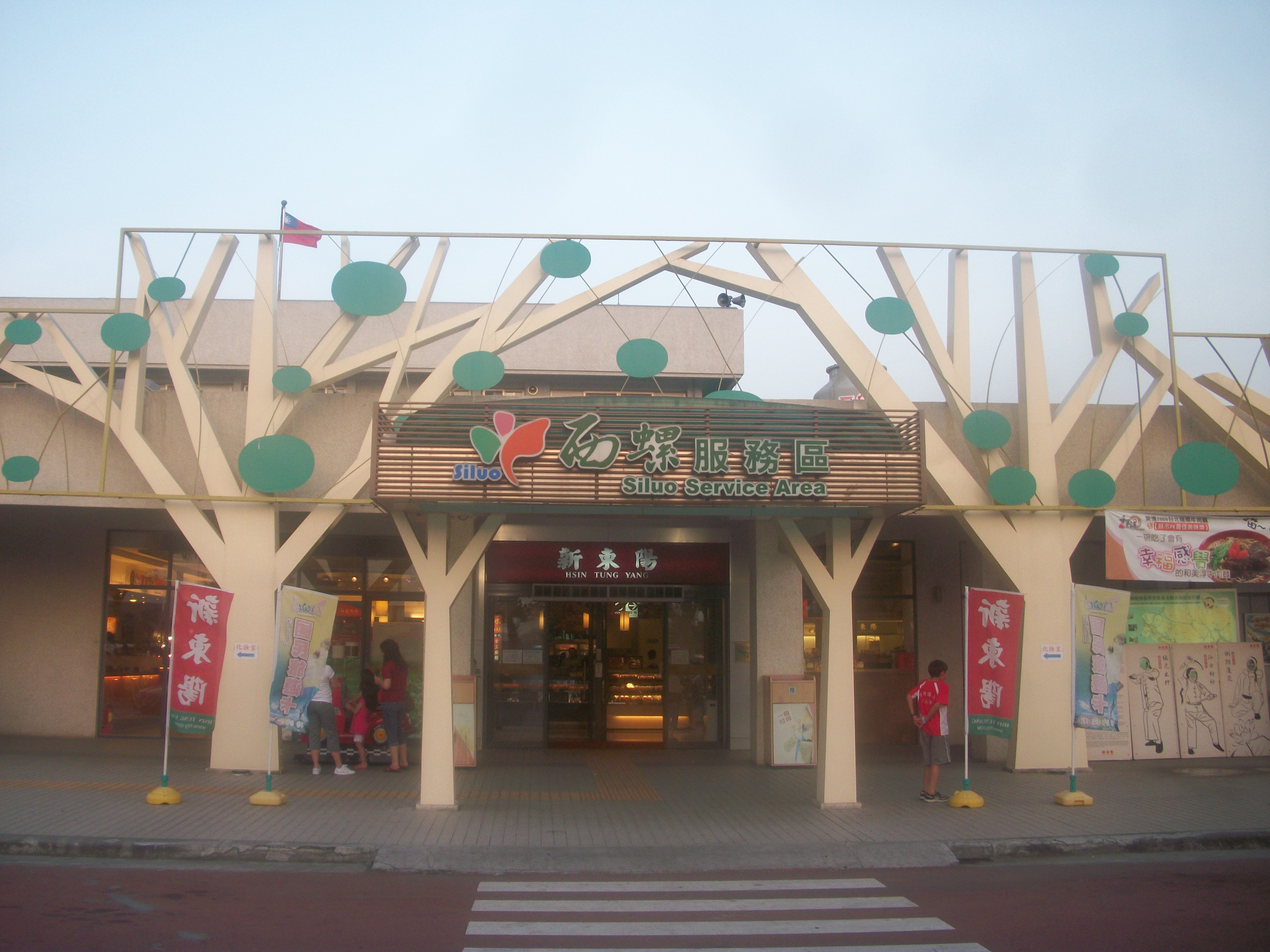
西螺服務區門口舊觀
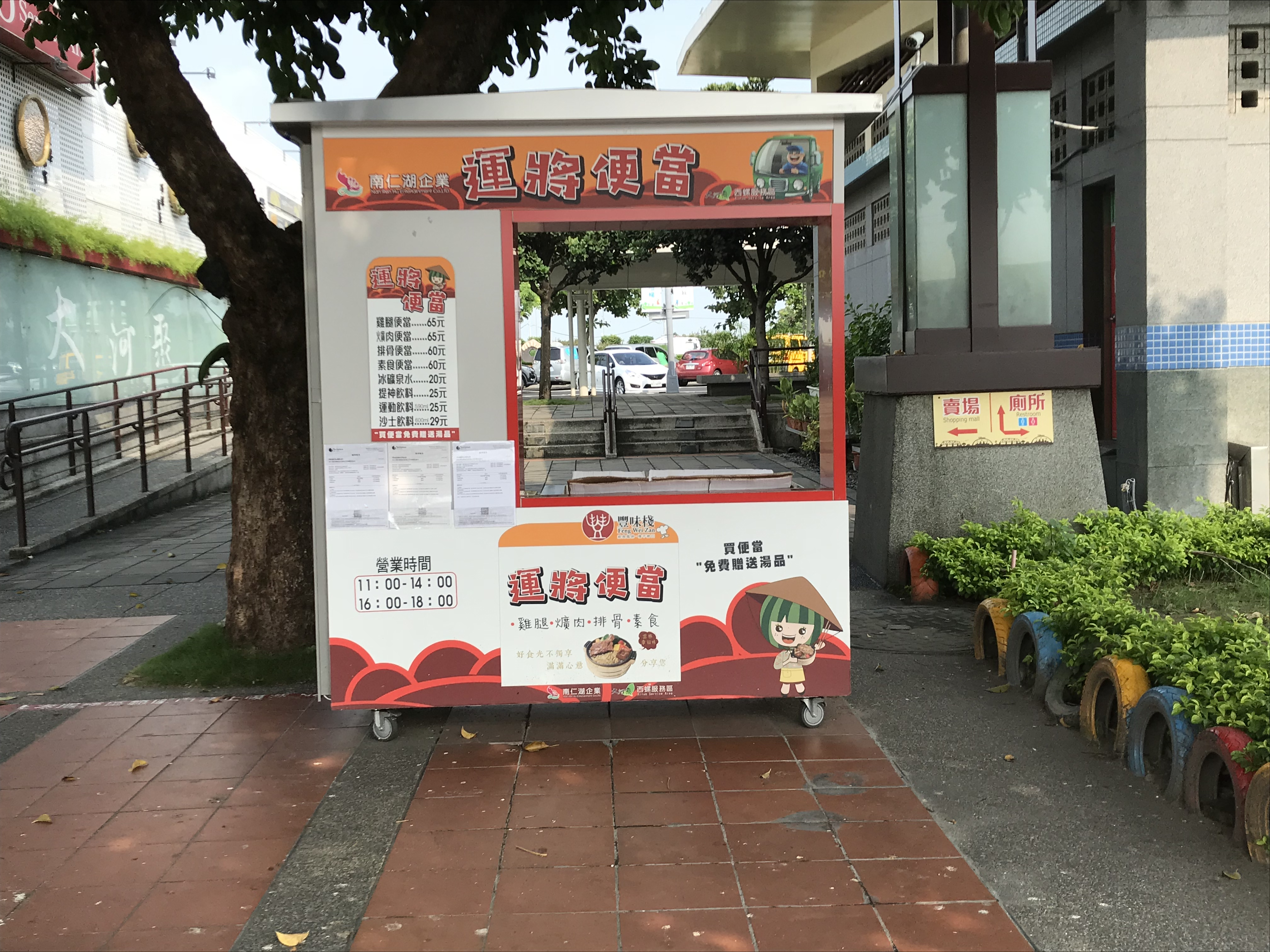
西螺服務區運將便當

## 營業額
以下為西螺服務區自2006年以來之年營業額，其中2006年與2007年之年營業額未含營業稅：
|  | 由于已知的技术原因，图表暂时不可用。带来不便，我们深表歉意。 |

|  | 由于已知的技术原因，图表暂时不可用。带来不便，我们深表歉意。 |

## 外部連結
- 新東陽西螺服務區
- 中區養護工程分局西螺服務區 （页面存档备份，存于）
- 國道1號 西螺南下服務區 即時影像 - 高速公路資訊網
- 國道1號 西螺北上服務區 即時影像 - 高速公路資訊網